# Circuit des Ardennes (wyścig samochodowy)
Circuit des Ardennes – wyścig samochodowy, odbywający się w latach 1902-1907 na torze Circuit de Bastogne w belgijskiej miejscowości Bastogne

## Zwycięzcy
| Rok  | Formuła      | Kierowca            | Konstruktor       | Tor      | Wyniki |
| ---- | ------------ | ------------------- | ----------------- | -------- | ------ |
| 1902 | Grand Prix   | Charles Jarrott     | Panhard 70        | Bastogne | Wyniki |
| 1903 | Grand Prix   | Pierre de Crawhez   | Panhard 70        | Bastogne | Wyniki |
| 1904 | Grand Prix   | George Heath        | Panhard 70        | Bastogne | Wyniki |
| 1905 | Grand Prix   | Victor Hémery       | Darracq           | Bastogne | Wyniki |
| 1906 | Grand Prix   | Arthur Duray        | Lorraine-Dietrich | Bastogne | Wyniki |
| 1907 | Grand Prix   | Pierre de Caters    | Mercedes          | Bastogne | Wyniki |
| 1907 | Kaiser Preis | John Moore-Brabazon | Minerva           | Bastogne | Wyniki |